# Death Song (película)
Death Song (en hangul, 사의 찬미; en hanja, 死의 讚美; romanización revisada, Saui Chanmi) es una película surcoreana de 1991 dirigida por Kim Ho-sun. Ganó múltiples premios en los Chunsa Film Art Awards de 1991, incluida la Mejor Película, los Blue Dragon Film Awards de 1991, nuevamente incluyendo la Mejor Película, y los Grand Bell Awards de 1992.

## Sinopsis
Yun Sim-deok es una mujer coreana que estudia canto en la Universidad de Tokio durante la década de 1920, donde se enamora de un hombre coreano casado que estudia composición. Dejan Japón juntos y regresan a Corea en barco. Sin embargo, cuanto más se acercan a Corea, más se acercan a separarse; y se tiran por la borda para estar juntos en la muerte.

## Elenco
- Chang Mi-hee: Yun Sim-deok[3]
- Kim Sung-min: Kim Woo-jin
- Lee Geung-young: Hong Nan-pa
- Kim Hye-ri: Yun Seong-deok
- Kim Seong-su: Lee Yong-mun
- Cho Seon-mook: Cho Myeong-hee
- Kim Ji-hyeon: Park Jeong-sik
- Jo Min-ki: Hong Hae-seong
- Kang Kye-shik: Woo Jin-bu
- Kim Jin-hwa: Woo Jin-cheo

## Premios
| Año  | Organismo adjudicador                                | Categoría                   | Destinatarios                                           | Resultado |
| ---- | ---------------------------------------------------- | --------------------------- | ------------------------------------------------------- | --------- |
| 1991 | Premios de cine Blue Dragon                          | La mejor película           |                                                         |           |
| 1991 | Premios de cine Blue Dragon                          | Mejor actor principal       | Im Sung Min                                             |           |
| 1991 | Premios de cine Blue Dragon                          | Mejor actriz principal      | Chang Mi-hee                                            |           |
| 1991 | Premios de cine Blue Dragon                          | Mejor actor de reparto      | Lee Geung-young                                         |           |
| 1991 | Premios de Arte Cinematográfico Chunsa               | La mejor película           |                                                         |           |
| 1991 | Premios de Arte Cinematográfico Chunsa               | Mejor actriz                | Chang Mi Hee                                            |           |
| 1991 | Premios de Arte Cinematográfico Chunsa               | Mejor actor de reparto      | Lee Geung Young                                         |           |
| 1991 | Premios de Arte Cinematográfico Chunsa               | Mejor Guion Original        | soy yu-sun                                              |           |
| 1991 | Premios de Arte Cinematográfico Chunsa               | Mejor Fotografía            | Lee Seong Chun                                          |           |
| 1991 | Premios de Arte Cinematográfico Chunsa               | Mejor iluminación           | soy jae-young                                           |           |
| 1991 | Premios de Arte Cinematográfico Chunsa               | Mejor edición               | Yeo Dong-chin                                           |           |
| 1991 | Premios de Arte Cinematográfico Chunsa               | Mejor dirección de arte     | Jo Yong-san                                             |           |
| 1991 | Premios de Arte Cinematográfico Chunsa               | Premio Técnico              | Yang Dae Ho                                             |           |
| 1991 | Premios de Arte Cinematográfico Chunsa               | Mejor diseño de vestuario   | Kim Young Joo, <br /> Ha Young-soo, <br /> Lee Hae Yoon |           |
| 1992 | Grand Bell Awards                                    | Premio a la excelencia      |                                                         |           |
| 1992 | Grand Bell Awards                                    | mejor director              | Kim Ho Sun                                              |           |
| 1992 | Grand Bell Awards                                    | Mejor actriz                | Chang Mi Hee                                            |           |
| 1992 | Grand Bell Awards                                    | Mejor actor de reparto      | Lee Geung Young                                         |           |
| 1992 | Grand Bell Awards                                    | Guion                       | soy yu-sun                                              |           |
| 1992 | Grand Bell Awards                                    | Cinematografía              | Lee Seong Chun                                          |           |
| 1992 | Grand Bell Awards                                    | Grabación de sonido         | Kim Kyong Il                                            |           |
| 1992 | Grand Bell Awards                                    | Traje                       | Kim Young Joo, <br /> Ha Young-soo, <br /> Lee Hae Yoon |           |
| 1992 | Grand Bell Awards                                    | Premio especial             | Kim Cheol Seok                                          |           |
| 1992 | Festival de Cine de Asia-Pacífico                    | Mejor actriz                | Chang Mi Hee                                            |           |
| 1992 | Premios de la Asociación Coreana de Críticos de Cine | Edición de premios técnicos | Yeo Dong-chin                                           |           |

### Inglés
- «DEATH SONG». [The Complete Index to World Film]. Consultado el 21 de mayo de 2009.
- «Death song(Sa-ui chanmi)(1991)». Korean Movie Database (KMDb). Consultado el 21 de mayo de 2009.

### Coreano
- «사의 찬미» (en coreano). [www.cine21.com]. Consultado el 21 de mayo de 2009.
- «사의 찬미 (1991)» (en coreano). Korean Movie Database (KMDb). Consultado el 21 de mayo de 2009.

## Serie de televisión
En 2018, SBS produjo un drama de 3 episodios titulado The Hymn of Death basado en la película.